# Verwaltungsregion Oberland
Die Verwaltungsregion Oberland im Kanton Bern wurde auf den 1. Januar 2010 gegründet und umfasst vier Verwaltungskreise von zusammen 2899,79 km²:
| Name des Verwaltungskreises | Einwohner (31. Dezember 2023) | Fläche in km² | Anzahl Gemeinden (2020) |
| --------------------------- | ----------------------------- | ------------- | ----------------------- |
| Frutigen-Niedersimmental    | 41'420                        | 773,63        | 13                      |
| Interlaken-Oberhasli        | 48'753                        | 1229,31       | 28                      |
| Obersimmental-Saanen        | 16'788                        | 574,87        | 7                       |
| Thun                        | 109'442                       | 321,98        | 30                      |
| Total (4)                   | 212'611                       | 2899,79       | 78                      |